# Rue Voukourestíou
La rue Voukourestíou (en grec moderne : Οδός Βουκουρεστίου, « rue de Bucarest ») est une longue rue étroite du quartier de Kolonáki à Athènes.

## Situation et accès
Elle commence non loin de la place Sýntagma sur Stadíou, croise Panepistimíou au niveau du grand magasin Attica (ancienne Caisse mutuelle de l'Armée) puis remonte sur les pentes du Lycabette.
Située en plein cœur du quartier chic de Kolonáki, sa réputation vient de la grande densité de boutiques de luxe, principalement de joaillerie.

## Origine du nom
Elle est nommée d'après le traité de Bucarest qui mit fin à la Deuxième Guerre balkanique.

## Historique
Jusqu'en 1913, le nom officiel de la route était « Anhesmos », du nom du sommet inférieur de la colline du Lycabette, comme on l'appelait dans l'Antiquité. On l'appelait aussi « Hezopotamos » (rivière de merde en grec) parce que c'était un ruisseau égout qui descendait du Lycabette et qui amenait toutes sortes de pollution car il n'y avait pas de système d'égouts dans la région. Après son assainissement la voie a pris le nom de « Voukourestiou »,.

## Bâtiments remarquables et lieux de mémoire
Contrairement à ce que laisse penser, dans une leçon, l'ancienne édition (1996) de Le grec sans peine de la méthode Assimil, il n'existe pas d'hôtel Green House au 130 de la rue Voukourestíou, qui ne compte d'ailleurs qu'une soixantaine de numéros.